# François Van der Burch
Pour les articles homonymes, voir Van der Burch.
Henri François van der Burch, né le 26 juillet 1567 et mort le 23 mai 1644, est le 7e archevêque de Cambrai, prince du Saint-Empire, duc de Cambrai, comte du Cambrésis. Il était auparavant évêque de Gand.

## Maison Van der Burch
Baudouin II de Bourcq († 21 août 1131), "troisième Roi de Jérusalem comte d'Édesse",  marié à Morfia de Malatya est l'un des fondateurs de la maison.
En 1238 nous trouvons un Jean Van der Burch, "comte de Flandres" ; qui épouse en 1240 Wolfand De Ghistelles. En 1320 Guillaume Van der Burch, chevalier, prend alliance avec la Famille de Bailleul puis en 1365 Pierre van der Burch, gentilhomme de Louis II de Flandre, est autorisé à apporter l'hermine, symbole de Bretagne, à son blason. Le comte Adrien Van der Burch époux de Barbe Van der Schoore, président du conseil de Flandre, conseiller d'état, secrétaire du Roi Philippe II d'Espagne qu'il accompagne à Londres pour traiter de son mariage avec Marie Ire d'Angleterre.
Le neveu de l'archevêque, Philippe Van der Burch prend en possession du Château d'Écaussinnes-Lalaing en 1642 qui l’habitent jusqu’en 1854.
La famille van der Burch s'est éteinte dans les mâles vers 1990.

## Biographie

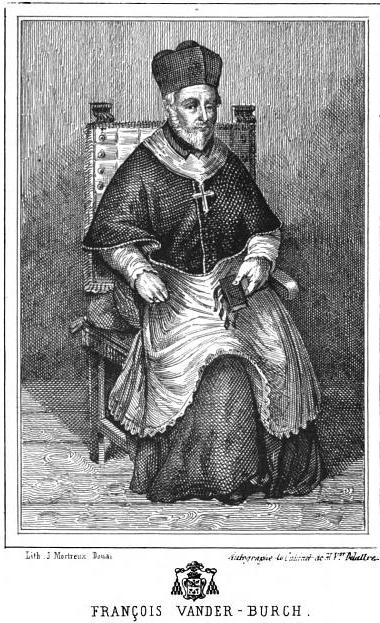
François Van der Burch, évêque de Gand

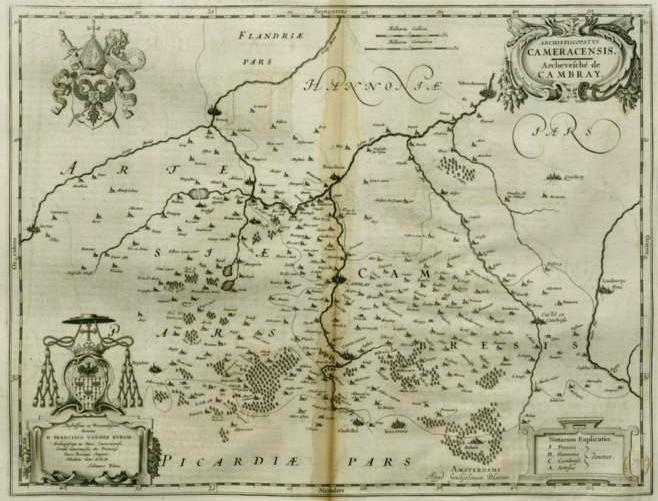
carte archevêché de Cambrai sous François Van der Burch

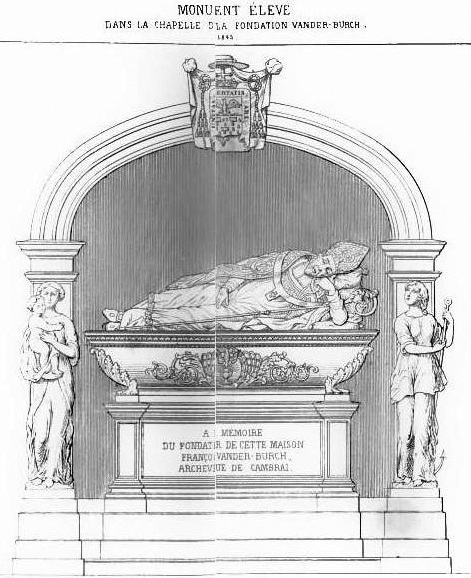
François Van der Burch - Tombeau

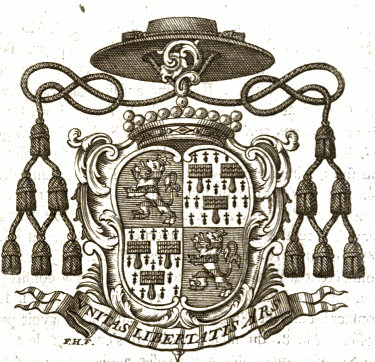
François Van der Burch - archevêque de Cambrai - Blason

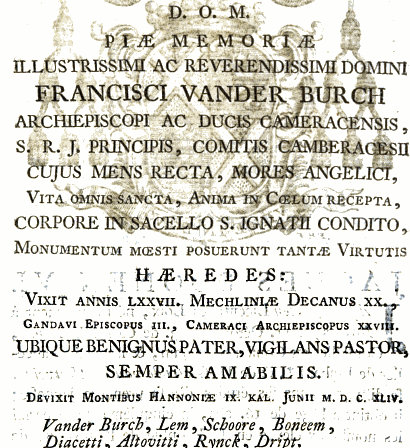
François Van der Burch - archevêque de Cambrai - épitaphe

François Van der Burch et le fils de Jean Van der Buch et de Marguerite Diacetto, de Florence, qu'il épousa à 31 ans.
François Van der Burch part  à Utrecht à 13 ans pour ses humanités qu'il termine à 19 ans . Ensuite il rentre au collège des jésuites de Douai pour apprendre la philosophie et le droit qu'il terminera à l'université de Louvain.
Le 15 juin 1590 il est licencié en droit avec distinction extraordinaire. Mathieu Moulart évêque d'Arras lui offre alors un canonicat et un vicariat dans sa cathédrale puis un canonicat à Sainte-Waudru de Mons et enfin il devient vicaire de Malines durant 16 ans sous Matthias Hovius.
À l'heure de la retraite qu'il désirait à Sainte-Waudru de Mons; Albert d'Autriche, gouverneur des Pays-Bas, le propose pour le siège d'évêque à Gand et ce n'est qu'avec l'ordre de Paul V, pape, qu'il accepte. Il occupera la fonction trois ans du 8 février 1613 au 8 juillet 1616.
À la mort de l'archevêque de Cambrai François Buisseret, Albert d'Autriche, écrit de sa main un appui pour sa désignation lors de l’élection du futur archevêque.Il est élu à la majorité absolue. Il reçoit le 19 juillet le pallium de l’évêque de Tournai transmis par le pape Paul V au cardinal André Feretti, et arrive à Cambrai 19 octobre 1616.
Sa devise est : Unitas Libertatis Ars, L'unité est le fort de la liberté.
Infatigable archevêque il consacre 5 évêques, 39 abbés, 8 abbesses, 6752 clercs, 3746 sous-diaconnats, 3697 diaconnats, 3860 prêtres, 3431 autels, 89 églises et confirme en une année 120 000 personnes, selon l'Abbé Foulon, son secrétaire.
François Vanderburch consacre le 10 Avril 1616 la chapelle Saint Macaire à Obourg en présence de l'abbé Henri De Buzegnies de l'abbaye de St Denis en Broqueroie, chapelle édifiée en l'honneur du saint dont les reliques venues de Gand et portées en procession durant la terrible épidémie de peste de 1615 avaient convaincu les habitants de l'intervention du saint dans le recul du fléau. 
C'est notamment lui, qui, le 4 février 1618, consacre la chapelle Saint-François de Fauroeulx, malheureusement aujourd'hui disparue. Il consacre aussi l'église Saint-Martin de Bougnies en 1617, comme le rappelle une pierre commémorative toujours en place dans l'église.
Il confirme également le miracle d'Isabeau le Veau de Houtain le 17 juin 1636.
Il décède le 23 mai 1644 à Mons son tombeau restera à l'église des jésuites jusqu'à sa destruction le 6 mai 1779, il ensuite transféré à Cambrai

## Institution Notre-Dame de Grâce
François Van der Burch est le fondateur de l'Institution Notre-Dame de Grâce à Cambrai en 1633, regroupée dans l'ensemble pédagogique Saint-Luc.
La charte de fondation prévoit l'entretien et la nourriture à quatre-vingt ou cent jeunes filles élevées en la crainte de Dieu.« Les dites pauvres boursières seront entretenues, nourries et endoctrinées par les sœurs de Sainte-Agnés ».

## Rubens

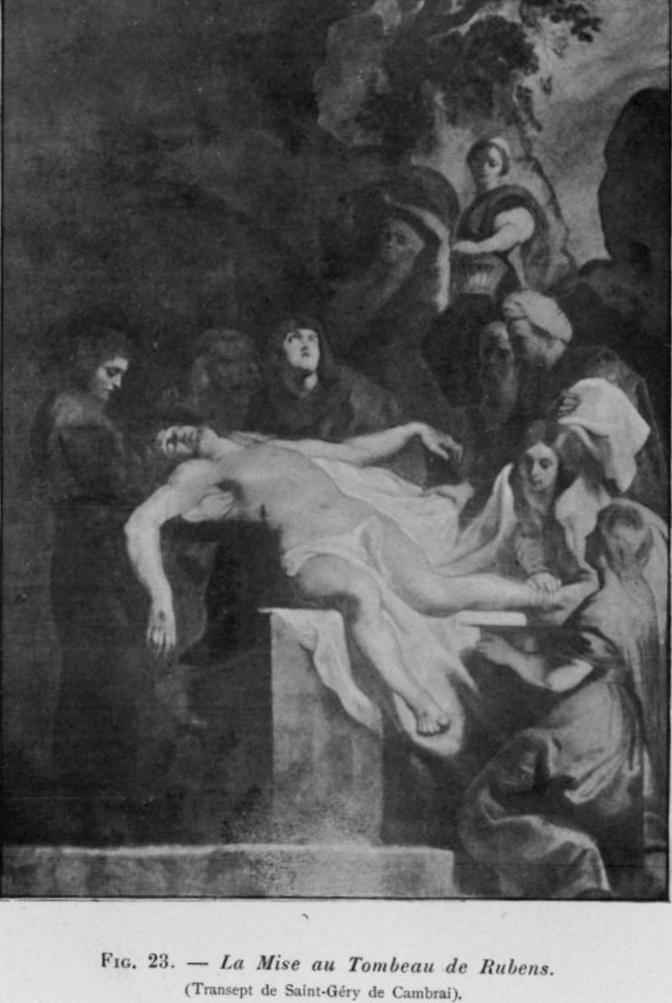
Pierre Paul Rubens- La mise au tombeau (1616)

La mise au tombeau de Rubens représente Saint-Joseph d'Arimathie et Nicodème portant le corps de Jésus, accompagnés de saint Jean et des trois saintes femmes. L'une de ces femmes est la vierge en vêtement bleu, l'autre Madeleine en vêtement vert représentée sous les traits d'Isabella Brant, modèle puis première épouse de Rubens,.
Cette peinture fut achetée par le chanoine Sébastien Briquet et donnée en 1616 aux Capucins de Cambrai pour l'église Saint-Aubert, l'actuelle Saint-Géry.
Pour la Mise au tombeau également appelée la Descente de Croix, Rubens en 1616 avait fait le Christ nu. D’après Eugène Bouly il n'est plus intact : « Une main étrangère jeta sur ce tableau un voile que la décence crut devoir imposer ». La retouche est attribuée à L’Anonyme d'Anvers. Le Mercure de France évoque la colère de Rubens: « Les moines ne se tinrent pas pour vaincus devant une telle représentation du Christ et trouvèrent un peintre assez éhonté pour prostituer de sa brosse le chef-d'œuvre de Rubens. À coup sûr la main trembla au misérable anonyme d'Anvers car rien n'est mauvais comme cette tache baveuse et blanchâtre qu'il barbouilla. Rubens qui n'avait point reçu le prix de son tableau revint à Cambrai à quelque temps de là et s'en fut à l'abbaye de Saint-Aubert. À la vue de la stupide profanation, il saisit une échelle, s'élança jusqu'au tableau et le balafra d'un grand coup de dague ».
Le litige remonte à l'archevêque François Van der Burch, nouvellement arrivé à Cambrai. Une entrevue est accordée dès le lendemain à Rubens en présence de L’Anonyme d'Anvers. Un accord est trouvé et Rubens obtient le paiement de son œuvre. Lors de cette entrevue est évoqué l'état de santé du roi; Philippe III d'Espagne; roi d'Espagne, roi de Portugal et d'Algarves (Philippe II de Portugal);  beau frère d'Albert d'Autriche, gouverneur des Pays-Bas.